# Czarny karzeł
Czarny karzeł – hipotetyczna gwiazda zdegenerowana powstająca, kiedy biały karzeł wypala się całkowicie i nie może emitować już promieniowania elektromagnetycznego
Według obecnie akceptowanych teorii, gwiazda z czerwonego olbrzyma ewoluuje do stadium białego karła. Ten z kolei traci w ciągu miliardów lat energię przez emisję promieniowania. Tym samym obniża swoją temperaturę i blask, gdyż nie wytwarza już nowej energii przez reakcje termojądrowe. W końcu biały karzeł staje się tak zimny, że jego temperatura wyrównuje się z temperaturą otoczenia i gwiazda przestaje promieniować, stając się w ten sposób czarnym karłem.
Ponieważ czas stygnięcia białego karła do stanu czarnego karła szacowany jest jako dłuższy niż obecny wiek Wszechświata, forma ta prawdopodobnie jeszcze nie istnieje. Nawet gdyby czarne karły istniały, byłyby bardzo trudne do wykrycia, ponieważ z założenia emitują bardzo mało promieniowania. Być może dałoby się je wykryć na skutek zaobserwowania ich oddziaływania grawitacyjnego.